# Birgit Õigemeel
Birgit Õigemeel Sarrap, estonska pevka, * 24. september 1988, Rapla, Estonija.
Birgit Õigemeel je s pesmijo Et uus saaks alguse zastopala Estonijo na Pesmi Evrovizije 2013 in v finalu zasedla 20. mesto.